# Liste des sous-marins de la Malaisie
La liste des sous-marins de la Malaisie regroupe les sous-marins commandés ou exploités par la marine royale malaisienne au fil des ans. Ils sont regroupés par classe, et au sein de la classe, triés par numéro de fanion.

## Sous-marins en service

### classe Scorpène
À partir de 1985, la marine royale malaisienne a envoyé des officiers en Australie, en France, en Allemagne, au Pakistan, en Suède et en Turquie pour acquérir de l’expérience dans les opérations sous-marines. En partie en raison de contraintes financières, la marine royale malaisienne n’a pas été en mesure de faire un appel d'offres officiel pour des sous-marins avant 2001. Trois entreprises ont manifesté leur intérêt : la société française Naval Group (anciennement DCNS), la société germano-turque Submarine Corporation, dirigée par les allemands Howaldtswerke-Deutsche Werft et Ferrostaal, et RDM Submarines aux Pays-Bas.
En 2002, la Malaisie a signé un contrat avec la France pour l’acquisition de deux sous-marins diesel-électriques de classe Scorpène.
Dans le cadre du processus d’introduction des sous-marins, la Malaisie a également négocié la cession d’un ancien sous-marin français de classe Agosta 70, le Ouessant basé à Toulon, pour la formation et l’instruction des équipages de la marine royale malaisienne. En outre, il a été convenu que 156 membres du personnel de la marine royale malaisienne recevraient une formation par la société française NAVFCO pendant quatre ans à compter du début de 2005.
- KD Tunku Abdul Rahman : le premier bateau, lancé en octobre 2007 et mis en service en janvier 2009.
- KD Tun Abdul Razak : le deuxième bateau, lancé en octobre 2008 et mis en service en novembre 2009[3].

Ces navires sont connus localement sous le nom de classe Perdana Menteri,
Cette classe de bateaux met l’accent sur la maniabilité sous-marine et la furtivité, avec des caractéristiques de conception comprenant une forme de coque en forme de larme (avec des hydroplans montés sur ailettes et un empennage à configuration transversale), et des très faibles signatures acoustiques, magnétiques, électromagnétiques et infrarouges.
Ces navires mesurent 66,45 mètres de long, avec un maître-bau de 6,1 mètres, et peuvent filer jusqu’à 20 nœuds en immersion. Ils peuvent rester immergés pendant environ 50 jours sans faire surface. Leurs systèmes d’armes sont capables de lancer des missiles antinavires SM 39 Exocet avec une portée de 50 km depuis leurs tubes lance-torpilles de 533 mm.
Les deux sous-marins sont stationnés à la base nouvellement construite à Sepanggar, Sabah.
La Marine royale malaisienne considère ses sous-marins comme un « multiplicateur de force » pour surveiller son vaste territoire océanique,.
Les Scorpène malaisiens ont été modifiés pour améliorer leur capacité à opérer dans les eaux plus chaudes et plus salines de l’Asie du Sud-Est grâce à un processus appelé « tropicalisation ». Bien que ces bateaux soient similaires à d’autres de leur catégorie, ils n’ont pas les systèmes de propulsion indépendants de l’air (AIP) que l’on trouve sur les modèles plus avancés. Ils sont chacun équipés du système de gestion de combat intégré SUBTICS et d’une suite de sonars,.
En octobre 2012, la marine royale malaisienne a annoncé qu’elle construisait un deuxième centre de formation sur simulateur Scorpène à la base de la Marine royale malaisienne de Kota Kinabalu. La base sera ouverte au personnel militaire étranger pour la formation. La marine royale malaisienne espère économiser de l’argent avec cette nouvelle base, car elle n’aurait plus besoin d’envoyer ses marins à l’étranger pour la formation sous-marine.

## Sous-marins planifiés
En février 2018, l’amiral Tan Sri Ahmad Kamarulzaman, chef de la Marine royale malaisienne, a annoncé que la Malaisie prévoyait d’acquérir deux sous-marins supplémentaires dans le cadre de son plan de transformation « 15 à 5 » d’ici 2040. L’amiral a noté que ces sous-marins seront bénéfiques pour maintenir la sécurité maritime ainsi que pour sauvegarder l’économie du pays, en particulier en ce qui concerne les revendications maritimes en mer de Chine méridionale. Encore une fois, des contraintes budgétaires pourraient retarder ce projet